# خوان ساستر (بازیکن فوتبال)
خوان ساستر (انگلیسی: Joan Sastre؛ زادهٔ ۳۰ آوریل ۱۹۹۷) بازیکن فوتبال اهل اسپانیا است.
از باشگاه‌هایی که در آن بازی کرده‌است می‌توان به باشگاه ورزشی رئال مایورکا اشاره کرد.
وی همچنین در تیم ملی فوتبال زیر ۱۹ سال اسپانیا بازی کرده‌است.